# Сабіт Халім Шибай
Сабіт Халім Шибай (прізвище при народженні Сабітов, 1883, Симбірська губернія, Російська імперія — 27 грудня 1946, Анкара, Туреччина) — турецький богослов і журналіст татарського походження.

## Життєпис
Народився в селі Кече Тарханли Лабіт Симбірської губернії в сім'ї Сабірджана Сабітова і його дружини Хаят ханум. Навчався в розташованій у Симбірську новометодній школі, потім у селі Великі Тархани в медресе Халімія. Закінчивши російську школу, викладав у розташованому в Оренбурзі медресе Хусаїнія. 1904 року переїхав до Стамбула, там отримав іджазу в улема Абдульфеттаха Дагистанли, у якого він пройшов навчання. 1910 року став випускником Стамбульського університету, того ж року, після здачі іспиту, став сертифікованим мударисом. Ще студентом Стамбульського університету друкувався у виданнях «Сірат-и мустакийм», а також видаваному Ешрефом Едіпом «Себіль ур-Решад» (Шлях істинного напрямку).
Через деякий час повернувся в Росію. Там одружився, його обраницею стала Зулейха Абдурразакова. У жовтні 1911 року повернувся до Стамбула. Після повернення в Туреччину викладав богослов'я в ліцеї Геленбеві. Від 1914 року викладав у Стамбульському університеті. Скориставшись пропозицією Зії Ґокальпа, протягом 1915-19 років викладав на факультеті літератури того ж університету.
В 1914-18 роках видавав журнал «Іслам меджмуаси», спонсорований партією «Єднання і прогрес». В журналі друкувалися Різа Фахретдін, Муса Яруллах Бігі, Зія Ґокальп, Ахмед Агаєв, Ахмет Расім Аталай, Бурсали Мехмет Тахір, Фуад Туктар, Фатіх Амірхан, Мехмед Фуад Кепрюлюзаде, О. Сейфетдін. За написані ним статті, в яких Халім Сабіт пропагував тюрксько-ісламську єдність, він став відомим як «тюркіст у чалмі».
Протягом 1919-39 років займався підприємницькою діяльністю, відвідав низку країн. У зв'язку з початком війни повернувся до Туреччини. До 1944 року брав участь у створенні «Ісламської енциклопедії».
Входив до організації «Тюрк оджаги», обіймав посаду секретаря Тюркського наукового товариства. Написав «Ільмі халь» — підручник з релігії з 4-х частин для школярів, також написав низку статей для «Ісламської енциклопедії». Брав участь у створенні Тюрко-татарського комітету.
В кінці життя працював в управлінні у справах релігій. Помер в Анкарі 27 грудня 1946 року. Похований на кладовищі Джебеджі Асрі.